# Change (Tears for Fears)
Change è un singolo del gruppo musicale britannico Tears for Fears, pubblicato nel 1983 ed estratto dall'album The Hurting.
Il brano è stato scritto da Roland Orzabal.

## Tracce
- 7"

1. Change - 3:52
2. The Conflict - 4:02

## Formazione
- Roland Orzabal - chitarra, tastiere, cori
- Curt Smith - voce, basso
- Ian Stanley - programmazione marimba, sintetizzatore
- Manny Elias - batteria, percussioni